# František Šilhan
František Šilhan (7. ledna 1905 Nová Ves nad Nisou – 13. února 1985 Nové Město na Moravě) byl významný doktor teologie a filozofie, psycholog a pedagog, katolický kněz a provinciál české provincie Tovaryšstva Ježíšova (1945–1971).
V roce 1950 byl zatčen a v zinscenovaném procesu Machalka a spol. s představiteli řádů odsouzen k 25 letům těžkého žaláře. Během následujících 15 let prošel nejtěžšími komunistickými věznicemi. Podmínečně propuštěn byl v roce 1965, snažil se pak skrytě působit dále. Režim jej však nepřestal pronásledovat: s příchodem normalizace mu byl uložen nucený pobyt v Radvanově a později Moravci.

## Mládí
Šilhan byl velmi nadaným žákem. Na studia odešel do německého gymnázia v Bohosudově, kde vystudoval pět tříd. Po kvintě se rozhodl vstoupit do Tovaryšstva Ježíšova. Noviciát začal v Trnavě v srpnu 1923. Poté byl noviciát přeložen na Velehrad, kde také Šilhan složil v srpnu 1925 své první sliby. Maturoval v roce 1927 na arcibiskupském gymnáziu v Praze-Bubenči.
Poté byl poslán do Oudenbosche, později do Nijmegenu v Nizozemsku na filozofická studia. Nato se přestěhoval do Maastrichtu, kde studoval teologii a kde byl také v roce 1933 vysvěcen na kněze. Ve studiích pokračoval na Gregoriánské univerzitě v Římě. V roce 1936 se stal doktorem filozofie. Po návratu do Československa působil rok v duchovní správě v kostele sv. Ignáce v Praze.
V roce 1937 založil Filozoficko-sociologický institut v Benešově, kde začal vyučovat. Přednášel zde experimentální psychologii a kosmologii. Po zabrání benešovské koleje nacisty v roce 1942 odešel na Velehrad, kde v rámci Filosofického ústavu dále učil. V roce 1945 se ústav přestěhoval do Brna, kde se Šilhan stal jeho rektorem.

## Provinciálem Tovaryšstva Ježíšova
Již 26. listopadu 1945 se však stal provinciálem České provincie Tovaryšstva Ježíšova. Budoval novou filosofii v Děčíně, připravoval chod nových gymnázií v Brně a Bohosudově.
Brzy však neušel pozornosti StB. Zatkla jej až napodruhé na Domažlicku 18. března 1950, když se po prvním nezdařeném pokusu o zatčení snažil opustit území republiky. Stal se jedním z hlavních obžalovaných v monstrprocesu s řeholníky „Machalka a spol”. Byl vyslýchán v Praze-Ruzyni, kde absolvoval extrémně tvrdé vyšetřování. Stejně jako většina ostatních představitelů řádů byl Šilhan obviněn z vyzvědačství pro Vatikán.
Předem připravené soudní líčení se skupinou Machalka a spol. se konalo od 31. března do 5. dubna 1950. Senátu soudu předsedal JUDr. Jaroslav Novák. Žalobci byli tři: JUDr. Karel Čížek, JUDr. Josef Urválek a JUDr. Ludmila Brožová.

## V komunistických vězeních
Za zločiny velezrady a vyzvědačství byl F. Šilhan odsouzen k 25 letům těžkého žaláře, peněžitému trestu ve výši 50 000 Kčs, konfiskaci veškerého majetku a trestu odnětí občanských práv po dobu deseti let.
Nejprve pobýval asi rok ve Valdicích. Pak se dostal do Leopoldova, kde zůstal až do roku 1959, poté byl nějakou dobu – během dalšího procesu s jezuity – ve vězení v Ostravě. Amnestie obětí politických procesů z roku 1960 se na něj jakožto na provinciála nevztahovala, putoval znovu do Valdic. Propuštěn tak byl až díky amnestii v roce 1965.

## Život pod dohledem StB
Ačkoli doba nebyla pro církev příznivá, organizoval Šilhan po propuštění tajná filozofická studia, nutná ke kněžské formaci i k prohlubování filozofického vzdělání kněží. Komunikoval s řádovými vysokými školami v Lovani, Římě, Innsbrucku, Mnichově, aby zajistil přísun literatury nebo setkání s jezuity žijícími v zahraničí. Byl činný i v samizdatu a ve spojení s Josefem Zvěřinou a Oto Mádrem ovlivňoval český disent. Ovládal několik jazyků, ale francouzština mu byla ve filozofii i teologii nejmilejší. Byl ovlivněn jezuitskými mysliteli Josephem Maréchalem a Bernardem Lonerganem.
Po krátkém pobytu doma v Nové Vsi byl internován s biskupy Štěpánem Trochtou, Stanislavem Zelou a opatem Augustinem Machalkou v Radvanově u Tábora.
V letech 1968 a 1969 vyjížděl do Prahy i do zahraničí. Když režim opět přitvrdil, navrhl v zájmu rozsáhlejších a bezpečnějších kontaktů mezi spolubratry generálovi řádu, aby ustanovil nového provinciála, který by mohl takový úkol zvládat lépe než on, stále v izolaci a pod dohledem. Ve svém úřadě tedy skončil 30. května 1971.
Žil pak v Radvanově až do dubna 1979. Poté se stěhoval do Moravce, čemuž opět asistovala StB, která mu kontrolovala věci a část z nich zabavila.
V Moravci žil jako vážený člen komunity starších kněží, zpovídal, zastupoval za nemocné. Klid od StB však neměl ani zde – v roce 1981 do Moravce vtrhla, Šilhana opět vyšetřovala a zase jemu i jiným spolubydlícím zabavila mnoho věcí. Poté byl Šilhan obžalován pro maření dozoru státu nad církvemi. Nicméně se nevzdal a nakonec byly jemu i ostatním v ústavu zabavené věci vráceny.
Od tohoto roku měl však stále častěji zdravotní potíže. Několikrát byl hospitalizován v Novém Městě, kde nakonec zemřel na infarkt myokardu.

## Pohřeb
Šilhanův pohřeb, který byl největší v dějinách moraveckého ústavu, se stal významnou událostí. Sjelo se na něj mnoho spolubratrů z české provincie, asi 30 členů slovenské provincie v čele s provinciálem, více než stovka kněží všech diecézí, bývalých vězňů, mnoho řeholnic i věřících. Tomu odpovídal rozsah asistence StB – její příslušníci si zapisovali značky aut nebo natáčeli lidi vycházející z kostela. Takto získané materiály pak využívali např. při vyšetřování činnosti kněží.

## Citáty
| „                | Byl vždy rovným, nebojácným vězněm. Skoro všichni vězni se obávali, když pro ně přišli, jak se říkalo „se psem“, protože to znamenalo další vyšetřování a často transport do vazby. Otec Šilhan byl za svých 15 let vězení mnohokrát takto postižen. Vždy, jak se někde něco církevního vyklubalo na povrch, už jel otec Šilhan na vyšetřování. Převážně do Ruzyně. Měl tyto transporty docela rád, cestou se na eskortních celách sešel s mnoha vězni a nasbíral mnoho cenných zpráv o tom, co se děje venku, co v církvi. Z těchto cest se vracíval s veselou myslí a skoro osvěžen. | “ |
| — Jan Pavlík, SJ | |   |

## Dílo
- ŠILHAN, František: P. Samuel Fritz T.J., misionář, cestovatel a první kartograf v údolí amazonském, in Zprávy z Československé provincie Tovaryšstva Ježíšova, 2/1928
- ŠILHAN, František: Z prací pod cizím nebem, in Zprávy z Československé provincie Tovaryšstva Ježíšova, (bez čísla)/1932
- ŠILHAN, František: P. Šilhan o sobě: z odpovědí ve vězeňském dotazníku, in Jezuité, 3/2005.